# Anni 1180 a.C.
Gli anni 1180 a.C. sono il decennio che comprende gli anni dal 1189 a.C. al 1180 a.C. inclusi.

## Eventi
- Sviluppo della colonizzazione fenicia.
- 1186 a.C. - Fine della XIX dinastia egizia, inizio della XX dinastia egizia, diventa faraone Ramses III.
- 1184 a.C. - 24 aprile, data leggendaria della caduta di Troia.
- 1180 a.C. - Con la distruzione della capitale Ḫattuša, cade l'Impero ittita di Šuppiluliuma II.